# 伍淑怡被警察騷擾事件

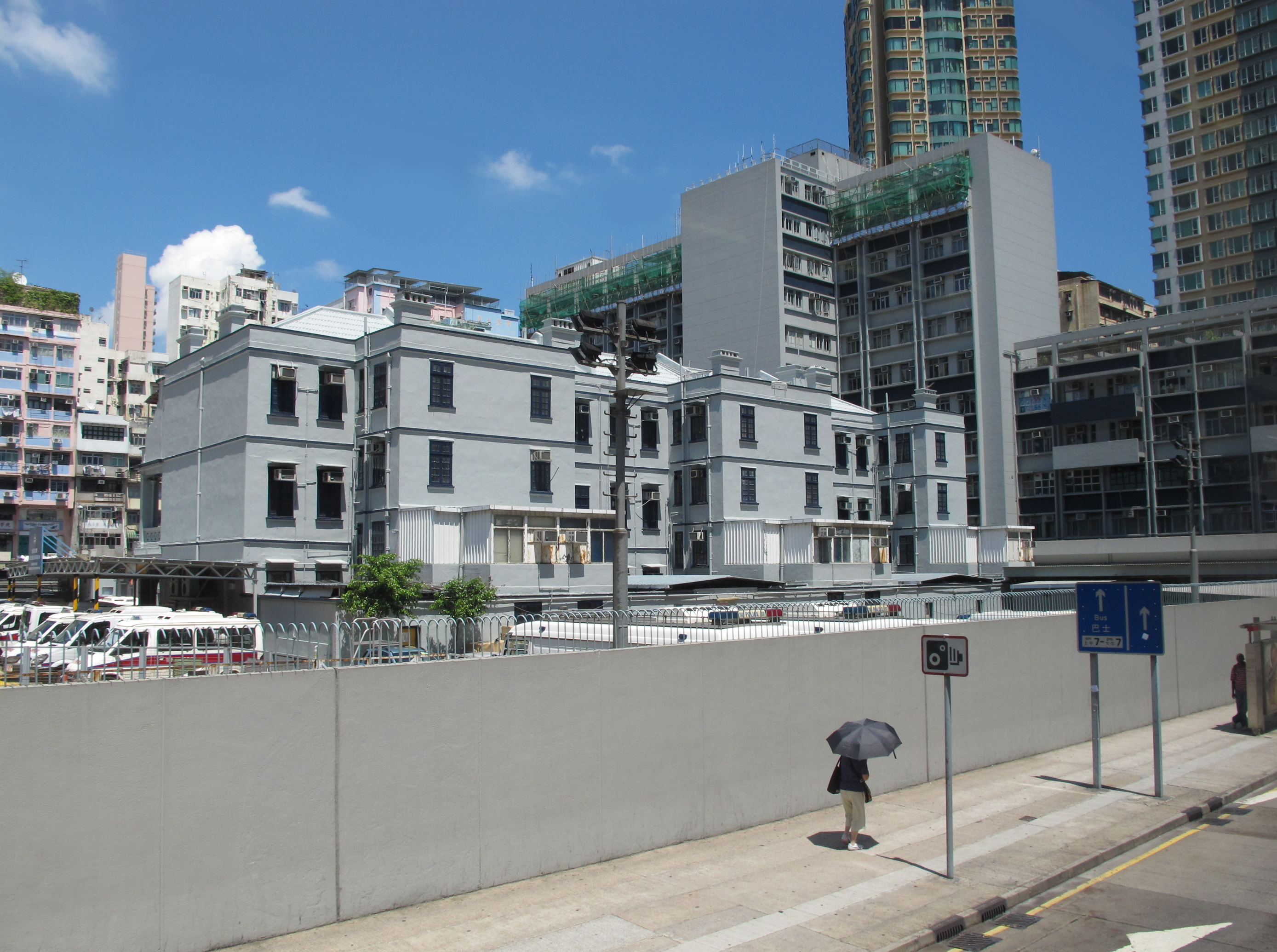
旺角警署

伍淑怡被警察騷擾事件、伍淑怡抄牌案發生於2018年6月的香港。當時29歲的女性模特兒伍淑怡（YoYo）向香港警察投訴課報稱，於同月21日下午的旺角街頭，被一名軍裝男警截查身份證時，遭對方無理收集個人資料並事後遭到電話騷擾。結果，投訴課接受投訴，並稱已處分有關警員。事件驚動香港媒體和網民的熱論及批評。

## 事件經過
最先由伍淑怡在社交平台公開事件。她被一名香港的警務人員涉嫌濫用職權，向她「抄牌」（來追女仔），信息被轉發及本土媒體報導。其後，她於2018年6月22日正式向「投訴及內部調查科」求助。
案情指，2018年6月21日下午5時許，一名軍裝男警截查了正在途經港鐵旺角站附近的伍淑怡時，除了要求出示身份證外，還要求她提供職業、電話及地址等個人私隱內容，並明確了其非法的意圖，即懷疑約炮的所謂「想做朋友」理由。初時，伍表示：「唔明（不理解）」，而該男警續稱：「你明架啦（你懂的）」。
當晚，伍返家後即接獲該名警員的滋擾性來電。該名男警在來電及WhatsApp中的對話中，發送懷疑包含追求和性暗示的「不理想」內容，他在得屬伍的回話及明確拒絕即示意「別去投訴」。由於YoYo質疑對方涉違反私隱條例及濫權，利用公務之便認識女子，並擔心會遭對方「揾上門」，及還有其他「受害者」。於是她在facebook呼籲「各位姊妹小心」的同時，去到旺角警署備案，及前往投訴警察課進行投訴。

## 案件處理
2018年6月22日，據了解該名警員隸屬西九龍警區，相關警區接手調查並初步簡略落口供。而該名男警似乎相當離譜，皆因戴有婚戒懷疑是已結婚人士，而WhatsApp的頭像亦是與妻子的親暱合照。
6月27日上午11時，投訴警察課約見伍淑怡真正筆錄口供。
2019年3月27日，伍淑怡被「抄牌」一事已立案處分。她從警署的來信，表示有關指控經調查後，獲「證明屬實」，警方將給予該名警員適當處分。Yoyo留言：「我伍淑怡從來都唔會誣告他人，謝謝認真調查，讓我得到清白！（我伍淑怡從來都不會誣告他人，感謝認真調查，讓我得到清白！）」警方指，投訴警察課認為閉路電視錄像、電話錄音、WhatsApp訊息等多項證據，均足以確切支持有關指控，並發現該警員接二連三地說謊，及撕毀警員記錄簿等證據的意圖，此等各種的「公職人員行為失當」問題。另外，獨立監察警方處理投訴委員會（監警會）所推出的第25期《監警會通訊》，監警會同意投訴警察課「獲證明屬實」的分類，該警員將接受「紀律覆檢」。這類情況的罰則可能包括迫令辭職，甚至革職，但考慮案件的嚴重性及對社會體制的破壞程度，未至於發展至曾蔭權涉貪案及朱經緯打人案等水平。
此外，她過程在收到很多來自撐警人士的恐嚇信。當中包括被懷疑有藍絲帶等激進建制派撐警支持者用正義聯盟、正義人士等匿名署名寄出帶血紅字的「警告信」，而社交平台同樣受到不明人士洗版及粗言穢語攻擊。警方接報後，已一度在她工作的地方加強巡邏。

## 相關
- 仙樂都
- 旺角警署強姦案
- 旺角清場
- 魚蛋革命
- 包圍旺角警署